# СИТИК Плаза
СИТИК Плаза (на английски: CITIC Plaza) е 80-етажен небостъргач в град Гуанджоу, Китай.
Височината на сградата е 391 метра, заедно с 2-те остриета на покрива. Сградата е завършена през 1979 г. и към момента на построяването ѝ е най-високата сграда в Китай и цяла Азия. Сега е на 3-то място в Китай, на 6-о в Азия и на 7-о в света.
В близост до зданието са разположени 2 38-етажни жилищни сгради, нова железопътна гара, метростанция, спортен център и други, оформящи комплекс, носещ същото име.

## Полемика
Също както и другите свръхвисоки здания в Китай, и строителството на „СИТИК Плаза“ е повод за обширна критика от страна на обществеността. Според мнението на противниците приходите от сгради с височина повече от 300 метра са много по-ниски от разходите.
Правителството на Китай се вслушва в съветите, но все пак решава да продължи строителството. То публикува списък с оперативните разходи по строителството на небостъргача, през цялото време на строителния процес, както и мерките, които се взимат срещу земетресения.